# الفائدية
تقع منطقة الفائدية أو الفايدية جنوب مدينة البيضاء رابع أكبر مدن ليبيا بحوالي 22كم وهي منطقة ليست صغيرة حيث كانت موتمر يتبعه العديد من المناطق مثل اشنيشن وبلقس والظفيرية والسابة والكروين واسبق والنخلات النطات وغيرها من المناطق وسبب التسمية بالفائدية هو ان القبيلة التي تتوطن هذة المنطقة اصلا هي قبيلة عيت فائد وتضم المنطقة عددا من التركيبات الاجتماعية أهمها عيت فائد والحاسة وقبيلة الحمري والمسامير والعوامة وغيرهم ويمر بمنطقة الفائدية طريق رئيسي يربط بين مدينة المرج ولملودة كما يوجد طريق يربط الفائدية بالطريق الرئيسي البيضاء شحات وهذا طوله حوالي 13 كم كما يوجد في منطقة الفائدية اثار موجودة إلى الآن (القلعة) وهي تعود للعهد العثماني ومنطقة الفائدية هي من أقدم مناطق الجبل الأخضر حيث يوجد بها مسجد يعود بناءه إلى عام 1848 حسب ما يروى، غير ان كثير من الناس لايصلون فيه لوجد قبور كثيرة تحيط يالمسجد وتحيط به كما تعتبر الفائدية مسرحا لعدد كثير من المعارك التي دارت بين الطليان والمجاهدين تتميز الفائدية بارتفاع شاهق مما يجعل المناخ شتاء بارد جدا وفي الصيف معتدل جدا كما يمكنك وأنت واقف في أماكن معينة في الفائدية روية مناطق بعيدة مثل مدينة البيضاء وقرنادة ولبرق وغيرها كما تتسم المنطقة برابطة اجتماعية جيدة وتوجد بها جمعية خيرية تقوم بتنفيذ العديد من الأعمال الخيرية.